# 渥美源吾
渥美 源吾（あつみ げんご、生没年不詳）は、安土桃山時代の忍者。流派は不明。この項目は、松平氏に仕えた武士（忍者ではありません）の渥美勝吉の項目と重複しています。
徳川家康に仕え、世間からは「徳川殿は良い人持ちよ　服部半蔵は鬼半蔵　渡辺半蔵は槍半蔵　渥美源吾は首切り源吾」と歌われた。慶長5年（1600年）関ヶ原の戦いでは、先手の斥候に出た際に「今日の戦いには勝利する」と報告した。これに対し「第一、先方が見えないほどの深い霧なのに、何を根拠に必勝と申されるや」と反論されると、渥美は「今日、もし敗軍となれば、一人も生きて帰ることはできません。目ききを咎める人もおりません」と答えたとされる。
| スタブアイコン | サブスタブ | この項目は、まだ閲覧者の調べものの参照としては役立たない、人物に関連した書きかけの項目です。この項目を加筆・訂正などしてくださる協力者を求めています（P:人物伝/PJ:人物伝）。 |